# ピリリと行こう!
「ピリリと行こう!」（ピリリとゆこう!）は、Berryz工房の3枚目のシングル。2004年5月26日にアップフロントワークス（PICCOLO TOWNレーベル）から発売された。

## 概要
センターは菅谷梨沙子、嗣永桃子。お囃子と三線で与座よしあき（当時「ホーム・チーム」のメンバー）が参加。本曲を制作した当時をつんく♂は「デビューから3か月でこんなに成長したグループを見たことがない」とコメントしている。曲の仕上がりは沖縄音楽調になっている。
2005年6月11日に木更津市民会館で行われた『地球温暖化防止キャンペーン「熱っちい地球を冷ますんだっ。」安倍なつみ 歌とトークのふれあいコンサート』のオープニングで℃-uteが本曲を歌唱。℃-uteはこの日が結成日となり、以後12年に及ぶ活動を行うことになる。

## 収録曲
全作詞・作曲：つんく
1. ピリリと行こう! [3:38]
編曲：平田祥一郎
2. かっちょええ! [2:32]
編曲：田中直
3. ピリリと行こう! (Instrumental) [3:38]

## 参加ミュージシャン
ピリリと行こう!
- プログラミング：平田祥一郎
- 三線&お囃子：与座嘉秋（ホーム・チーム）
- コーラス：竹内浩明・古屋"chibi"恵子

かっちょええ!
- プログラミング：田中直
- ギター：こーじ
- コーラス：竹内浩明・つんく